# Moloko
Молоко ([məˈloʊkoʊ]) — ірландсько-англійський електронний музичний дует, сформований в Шеффілді, Англія, що складається з вокалістки Рошин Мерфі і продюсера Марка Брайдон. Поєднуючи елементи трип-хопу, електроніки та танцювальної музики, вони найбільш відомі своїми найкращими синглами у Великій Британії «The Time Is Now» (2000) та «Familiar Feeling» (2003), а також реміксом Бориса Длугоша на «Sing It Back», який став міжнародним хітом.

## Історія
Мерфі не мала попереднього професійного досвіду співачки, коли формувався Moloko.  Раніше Брайдон працював над музикою як продюсер із такими музикантами, як Бой Джордж та Кабаре Вольтер, над релізами 1990-х hjrsd.  У 1994 році вони познайомилися на вечірці в Шеффілді, де Мерфі підійшла до Брайдона з лінією спілкування: «Чи подобається вам мій щільний светр? Подивіться, як це пасує моєму тілу!»  Першим реченням стала назва дебютного альбому, записаного в той час, коли Мерфі і Брайдон почали зустрічатися.  Назва «Moloko» походить від нарковмісного молочного напою «Молоко Плюс» у романі Ентоні Берджесса «Механічний апельсин»  заснованому на російському слові «молоко» («moloko»).
Гурт підписав контракт із Echo Records та випустила свій сингл «Where Is the What If the What is in the Why?»  Дебютний альбом гурту Do You Like My Tight Sweater? був випущений в 1995 р.  Після виходу гурт здійснив гастролі з Пулпом. 
Сингл «Fun for Me» був помітний на саундтреку «Бетмен і Робін» і отримав радіо в ефірі та сильну ротацію MTV.  Досяг №4 в американському чарті.
У 1997 році їх обкладинка «Are 'Friends' Electric?» вийшла на триб'ют-альбомі Gary Numan Random.
Після закінчення туру Moloko вони побудували домашню студію та записали свій другий альбом під назвою I Am Not a Doctor, який вийшов у 1998 році у Великій Британії.  Альбом не мав успіху, досягнувши лише №64 у чарт-альбомі Великої Британії. Однак ремікс Бориса Длугоша на «Sing It Back», третій сингл з альбому, який спочатку не зміг увійти UK Singles Chart, був величезним хітом, досягши №4 у чарті Великої Британії та №1 у US Dance Chart.
Їхній третій альбом Things to Make and Do був випущений у 2000 році  і досяг №3 у чарт-альбомі Великої Британії. Перший сингл «The Time Is Now» став їхнім найбільшим хітом, який потрапив у рейтинг №2 у чартах. Вони почали гастролювати повноправним гуртом разом із перкусіоністом Полом Словлі, клавішником Едді Стівенсом та гітаристом Дейвом Куком. 
Їхній альбом Statues 2003 року містив два хітові сингли «Familiar Feeling», які досягли №10 у Великій Британії та «Forever More», які досягли №17. Брайдон і Мерфі припинили свої романтичні стосунки перед тим, як розпочати роботу над альбомом, і після гастролей розпустили гурт. 

## Стиль
Музика Moloko описується як трип-хоп, альтернативний танець,  танцювальний поп,  експериментальний поп,  танцювальний панк  та електропоп.  Хізер Фарес з AllMusic описала звучання свого дебютного альбому, подібне до звучання Portishead та Massive Attack, з елементами танцю, фанку та трип-хопу, зазначивши, що гурт мав «почуття гумору та привабливість, властиві Moloko». 

## Дискографія

### Студійні альбоми
| Назва                         | Деталі альбому                                                          | Пікові позиції чарту | Пікові позиції чарту | Пікові позиції чарту | Пікові позиції чарту | Пікові позиції чарту | Пікові позиції чарту | Пікові позиції чарту | Пікові позиції чарту | Пікові позиції чарту | Пікові позиції чарту | Сертифікати                 |
| Назва                         | Деталі альбому                                                          | UK                   | AUS                  | AUT                  | BEL (Fl)             | FIN                  | FRA                  | GER                  | IRE                  | NLD                  | SWI                  | Сертифікати                 |
| ----------------------------- | ----------------------------------------------------------------------- | -------------------- | -------------------- | -------------------- | -------------------- | -------------------- | -------------------- | -------------------- | -------------------- | -------------------- | -------------------- | --------------------------- |
| Do You Like My Tight Sweater? | - Випущено: 20 жовтня 1995 р. - Лейбл: Echo - Формати: CD, касета, LP   | 92                   | 179                  | -                    | -                    | -                    | -                    | -                    | -                    | -                    | -                    | - BPI: срібло               |
| I Am Not a Doctor             | - Випущено: 24 серпня 1998 року - Лейбл: Echo - Формати: CD, касета, LP | 64                   | 137                  | 30                   | -                    | -                    | -                    | 91                   | -                    | -                    | 45                   |                             |
| Things to Make and Do         | - Випущено: 10 квітня 2000 р - Лейбл: Echo - Формати: CD, касета, LP    | 3                    | 38                   | 21                   | 6                    | 26                   | -                    | 14                   | 10                   | 66                   | 25                   | - BPI: платина              |
| Statues                       | - Випущено: 3 березня 2003 року - Лейбл: Echo - Формати: CD, LP, SACD   | 18                   | 34                   | 19                   | 1                    | 12                   | 135                  | 12                   | 59                   | 28                   | 26                   | - BPI: срібло - BEA: золото |

### Компіляції
| All Back to the Mine          | - Випущено: 2 жовтня 2001 року - Лейбл: Echo - Формати: CD, касета               | 149 | 144 | 47 | -  | -  | -  |
| Catalogue                     | - Випущено: 17 липня 2006 р. - Лейбл: Echo - Формат: CD                          | 82  | 142 | 7  | 98 | 70 | 65 |
| All Back to the Mine: Vol. I  | - Випущено: 11 листопада 2016 року - Лейбл: Echo - Формати: Цифрове завантаження | -   | -   | -  | -  | -  | -  |
| All Back to the Mine: Vol. II | - Випущено: 11 листопада 2016 року - Лейбл: Echo - Формати: Цифрове завантаження | -   | -   | -  | -  | -  | -  |

All Back to the Mine (2001) - це колекція з 21 реміксу (23 в Японії). Вип. I та вип. II (2016) містять по 34 ремікси, загалом 68. Не всі ремікси у версії 2001 року включені у версії 2016 року. 

### Сингли
| Назва                                      | Рік  | Пікові позиції чарту | Пікові позиції чарту | Пікові позиції чарту | Пікові позиції чарту | Пікові позиції чарту | Пікові позиції чарту | Пікові позиції чарту | Пікові позиції чарту | Пікові позиції чарту | Пікові позиції чарту | Сертифікати   | Альбом                        |
| Назва                                      | Рік  | UK                   | AUS                  | AUT                  | BEL                  | FRA                  | GER                  | IRE                  | NLD                  | SWI                  | US Dance             | Сертифікати   | Альбом                        |
| ------------------------------------------ | ---- | -------------------- | -------------------- | -------------------- | -------------------- | -------------------- | -------------------- | -------------------- | -------------------- | -------------------- | -------------------- | ------------- | ----------------------------- |
| «Where Is the What If the What Is in Why?» | 1995 | —                    | 189                  | —                    | —                    | —                    | —                    | —                    | —                    | —                    | —                    |               | Do You Like My Tight Sweater? |
| «Fun for Me»                               | 1995 | —                    | —                    | —                    | —                    | —                    | —                    | —                    | —                    | —                    | —                    |               | Do You Like My Tight Sweater? |
| «Dominoid»                                 | 1996 | 65                   | 148                  | —                    | —                    | —                    | —                    | —                    | —                    | —                    | —                    |               | Do You Like My Tight Sweater? |
| «Fun for Me» (re-release)                  | 1996 | 36                   | 148                  | —                    | —                    | —                    | —                    | —                    | —                    | —                    | 4                    |               | Do You Like My Tight Sweater? |
| «Day for Night»                            | 1996 | —                    | —                    | —                    | —                    | —                    | —                    | —                    | —                    | —                    | 37                   |               | Do You Like My Tight Sweater? |
| «The Flipside»                             | 1998 | 53                   | 107                  | —                    | —                    | —                    | —                    | —                    | —                    | —                    | —                    |               | I Am Not a Doctor             |
| «Sing It Back»                             | 1999 | 45                   | —                    | —                    | —                    | —                    | —                    | —                    | —                    | —                    | —                    |               | I Am Not a Doctor             |
| «Sing It Back» (Remix)                     | 1999 | 4                    | 20                   | —                    | 26                   | 35                   | 47                   | 12                   | 24                   | 18                   | 1                    | - BPI: Срібло | Things to Make and Do         |
| «The Time Is Now»                          | 2000 | 2                    | 36                   | —                    | 15                   | —                    | 49                   | 10                   | 46                   | 41                   | —                    | - BPI: Срібло | Things to Make and Do         |
| «Pure Pleasure Seeker»                     | 2000 | 21                   | 119                  | —                    | —[A]                 | —                    | —                    | —                    | —                    | —                    | —                    |               | Things to Make and Do         |
| «Indigo»                                   | 2000 | 51                   | —                    | —                    | —[B]                 | —                    | —                    | —                    | —                    | —                    | —                    |               | Things to Make and Do         |
| «Familiar Feeling»                         | 2003 | 10                   | 46                   | 59                   | 29                   | —                    | 72                   | 26                   | 100                  | 84                   | —                    |               | Statues                       |
| «Forever More»                             | 2003 | 17                   | —                    | —                    | 26                   | —                    | 96                   | —                    | 77                   | —                    | —                    |               | Statues                       |
| «Cannot Contain This»                      | 2003 | 97                   | —                    | —                    | —[C]                 | —                    | —                    | —                    | —                    | —                    | —                    |               | Statues                       |

- A ↑ : «Pure Pleasure Seeker» не потрапив до чарту на фламандському Ultratop 50, але досяг 15-го місця у чарті Ultratip.
- B ↑ : «Indigo» не потрапив до чарту на фламандському Ultratop 50, але досяг 16-го місця у чарті Ultratip.
- C ↑ : «Cannot Contain This» не потрапив до чарту на фламандському Ultratop 50, але досяг 3-го місця у чарті Ultratip.

## Відео

### Відеоальбоми
| Рік  | Деталі відео                                                                   |
| ---- | ------------------------------------------------------------------------------ |
| 2004 | 11000 кліків - Випущено: червень 2004 р - Лейбл: Echo, Sanctuary - Формат: DVD |

## Нагороди та відзнаки
«Найкращий міжнародний концерт» - бельгійська премія TMF 2004